# Simulium curvum
Simulium curvum är en tvåvingeart som beskrevs av Takaoka 2003. Simulium curvum ingår i släktet Simulium och familjen knott. Inga underarter finns listade i Catalogue of Life.